# Liparis bibullata
Liparis bibullata är en orkidéart som beskrevs av Johannes Jacobus Smith. Liparis bibullata ingår i släktet gulyxnen, och familjen orkidéer. Inga underarter finns listade i Catalogue of Life.